# Dacia Jogger
Dacia Jogger — компактвен від румунського виробника автомобілів Dacia. Він прийшов на зміну моделям Logan MCV, Lodgy та Dokker, і доступний як п'яти-, так і семимісний. Прем'єра відбулася на IAA в Мюнхені у вересні 2021 року.

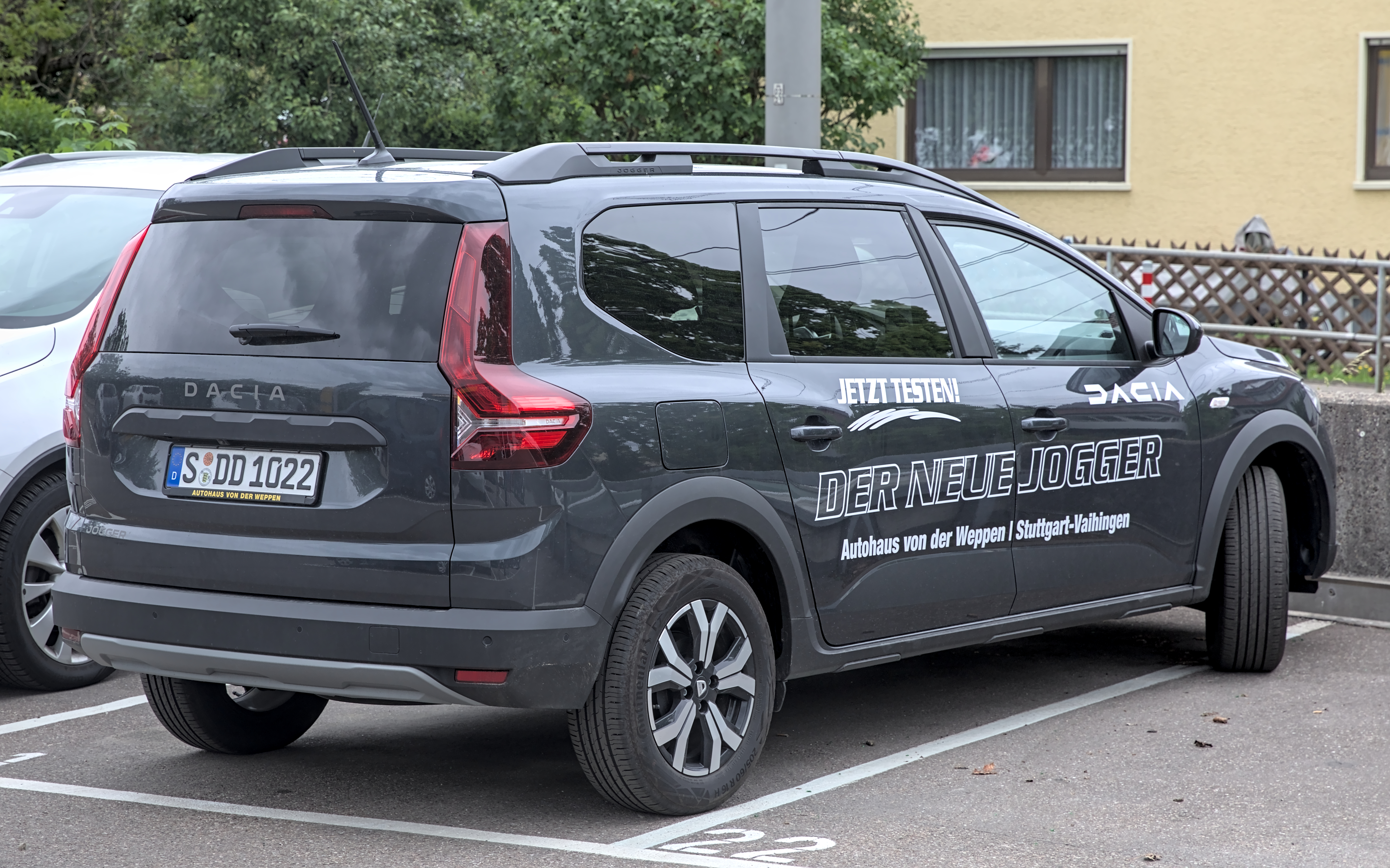
Dacia Jogger

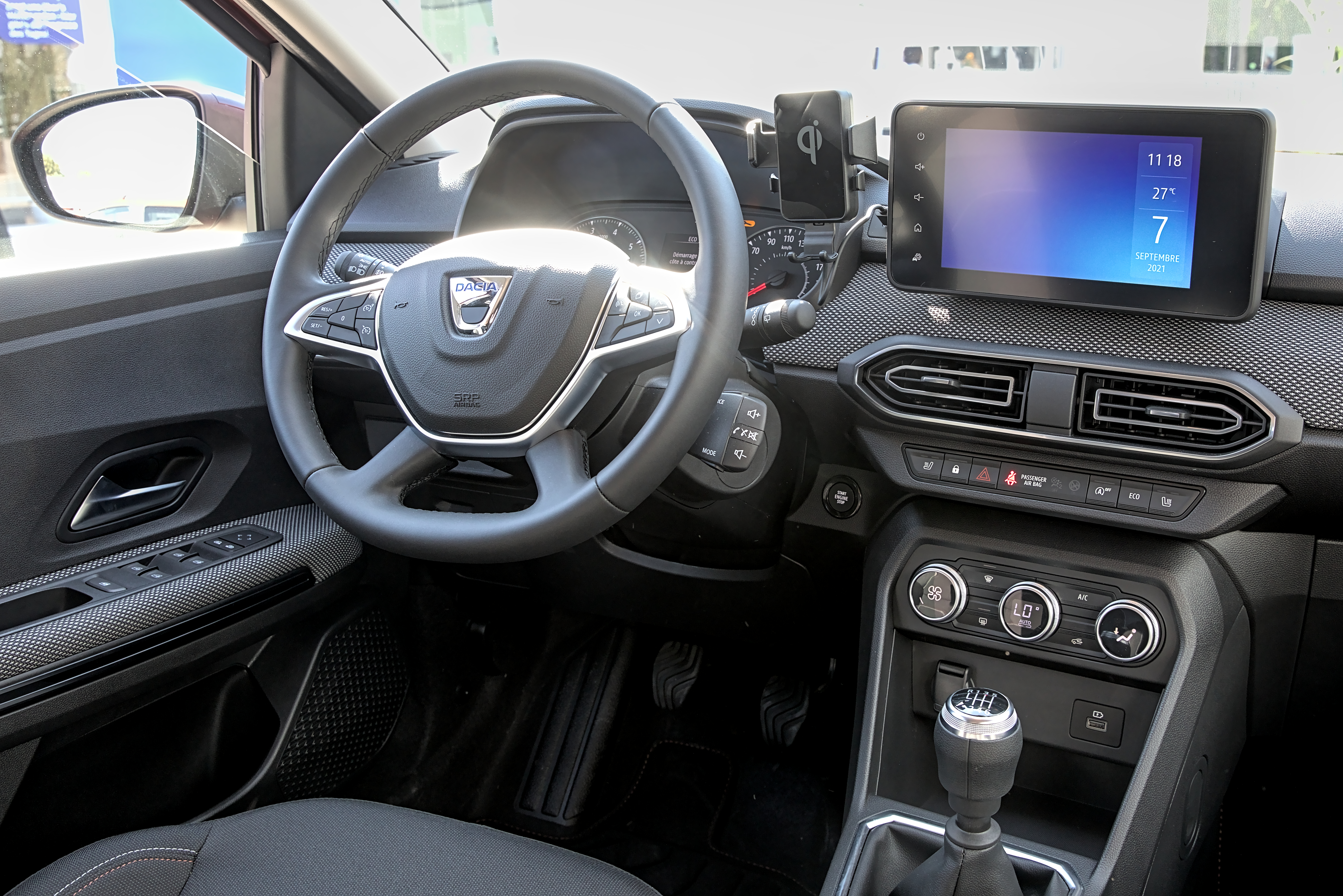

Автомобіль базується на платформі CMF-B, на якій також базуються Renault Clio V та Dacia Sandero. Третій ряд сидінь — додаткова опція. Зі складеними лавками багажне відділення вміщує 1819 літрів. Панель приладів походить від Sandero.

## Двигуни
Бензин:
- 1.0 л H4Dt TCe 100 I3 12V turbo
- 1.0 л H5Dt TCe 110 I3 12V turbo

Газ (LPG):
- 1.0 л H4Dt ECO-G 100 I3 12V turbo

Бензин - гібрид:
- 1.6 л H4M I4 (Hybrid 140)

### Оновлення 2022
У червні 2022 року, менш ніж через рік після комерційного релізу, Jogger отримав невелике оновлення, яке демонструє новий логотип бренду разом із усією лінійкою Dacia. Решітка радіатора була трохи змінена для розміщення нового логотипу. Комплектації були переглянуті і представлений новий колір Lichen Kaki.
Jogger також доступний з гібридною силовою установкою, що отримала назву Hybrid 140, що відноситься до потужності 140 к. с. (104 кВт), такої ж, як і повністю гібридний бензиновий двигун 1.6 TCe 140 12V, який використовується в Renault Clio, Captur та Arkana. Jogger Hybrid 140 оснащений багаторежимною автоматичною електричною коробкою передач, яка чотириступінчаста кріпиться до двигуна внутрішнього згоряння і двошвидкісною коробкою передач, прикріпленою до електродвигуна.
Силовий агрегат був представлений на Паризькому автосалоні 2022 року, замовлення відкриті з січня 2023 року, а перші поставки надійшли в березні того ж року.
У березні 2023 року Dacia представила опціональний пакет Sleep Pack для Jogger, який перетворює його на кемпер. Заводський комплект був анонсований на Брюссельському автосалоні разом з дебютом флагманської комплектації Extreme для Spring, Sandero Stepway, Jogger та Duster.

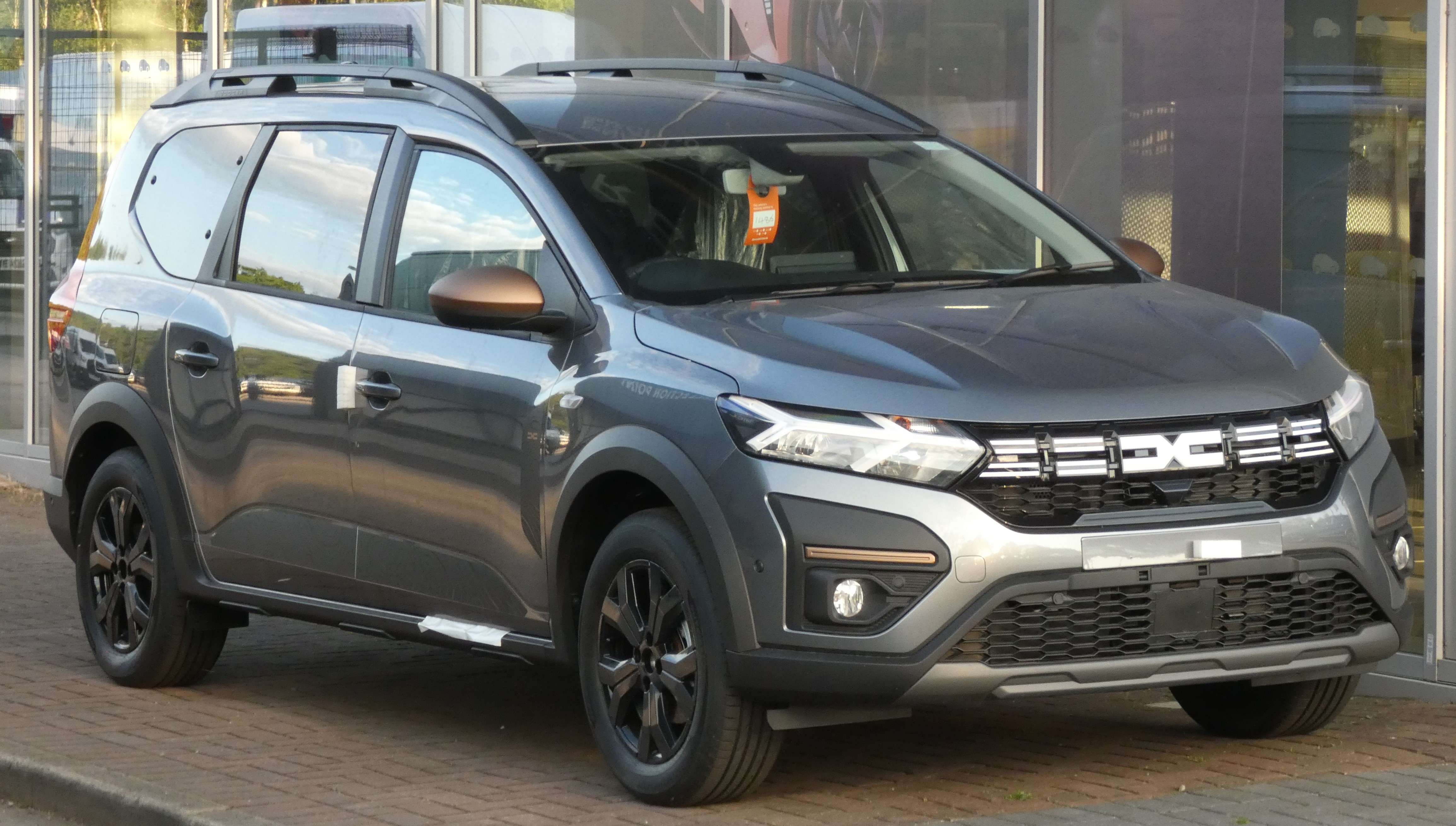
Jogger Extreme Hybrid 2024
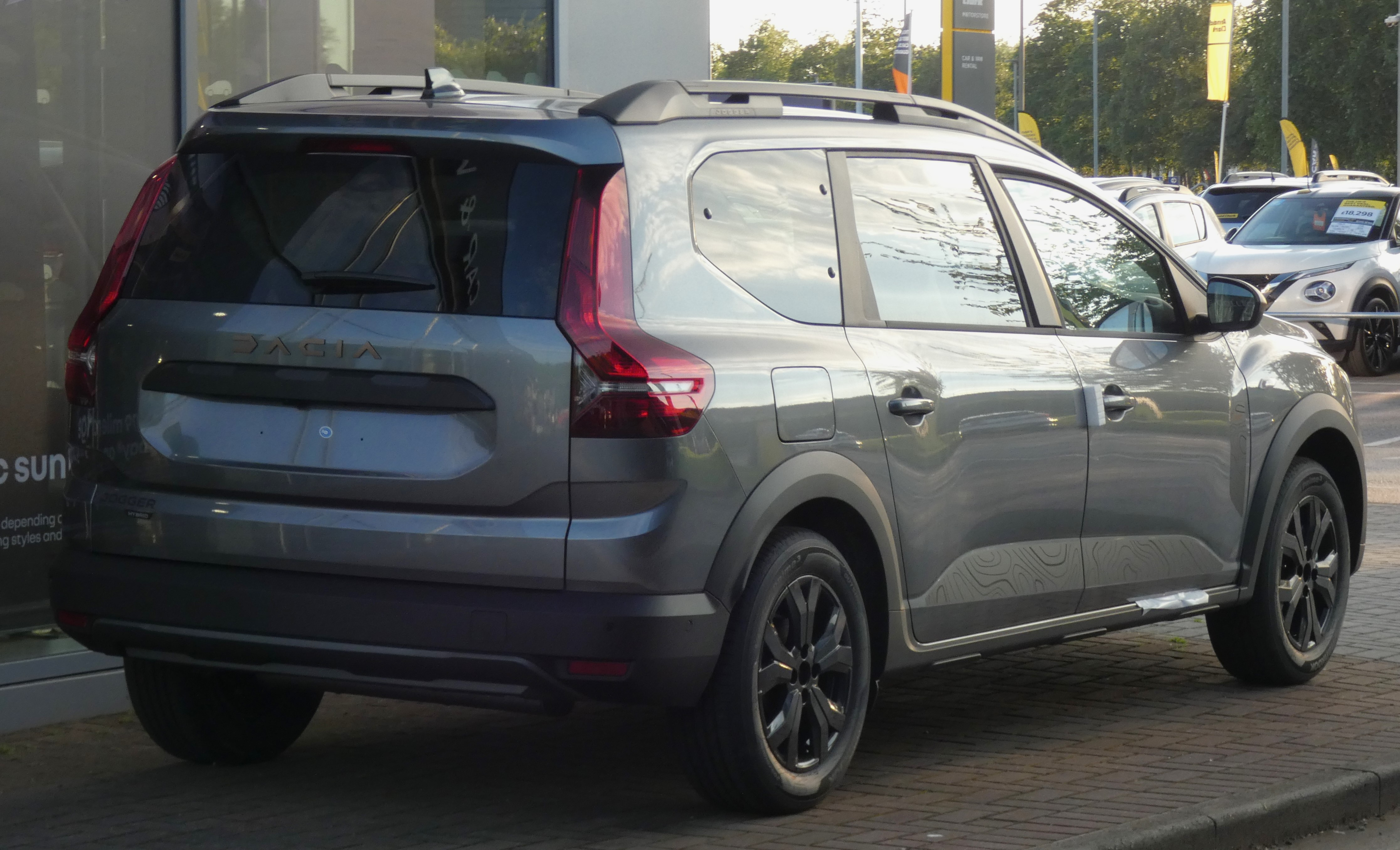
Jogger Extreme Hybrid 2024
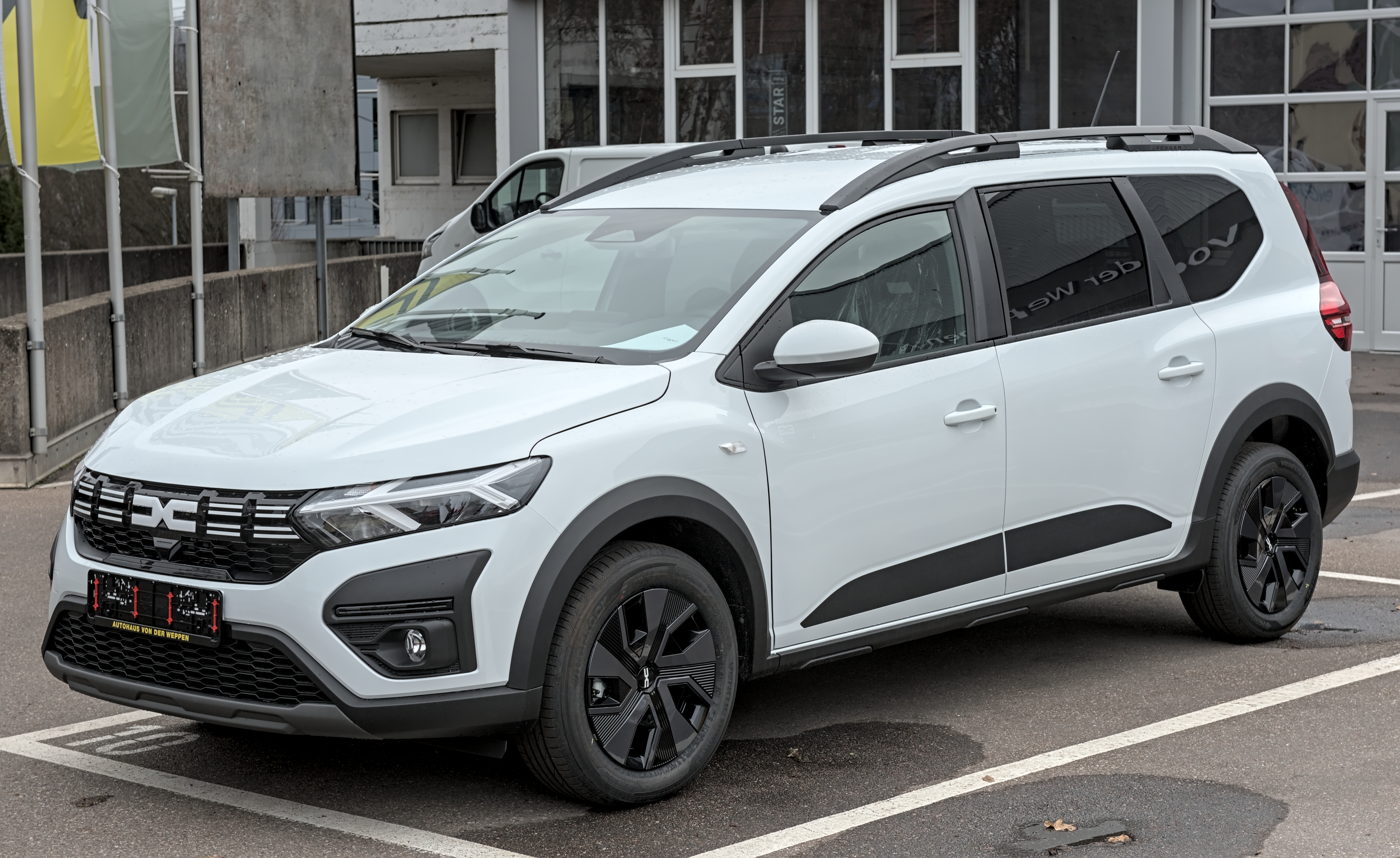
Dacia Jogger 2023 р./в. (фейсліфт)